# Холден, Ричард (британский политик)
Ри́чард Джон Хо́лден (англ. Richard John Holden; род. 11 марта 1985, Блэкберн, Ланкашир) — британский политический и государственный деятель, председатель Консервативной партии (2023—2024).

## Биография
Окончил Лондонскую школу экономики и политических наук, стал опытным активистом Консервативной партии, работал волонтёром в Черногории, Боснии, Сербии, Грузии и Молдавии, помогая в формировании институтов представительной демократии.
Парламентские выборы 2019 года принесли Холдену успех в округе Норт-Уэст-Дарем (стал первым консерватором, победившим в этом округе за всю его историю). В 2022 году назначен парламентским помощником министра дорог и местного транспорта.
13 ноября 2023 года в ходе серии кадровых перемещений в правительстве Сунака назначен министром без портфеля, председателем Консервативной партии.
5 июля 2024 года после поражения консерваторов на парламентских выборах было сформировано лейбористское правительство Кира Стармера, в котором Холден не получил никакого назначения.
8 июля 2024 года при формировании теневого кабинета Риши Сунака не получил никакого назначения.
22 июля 2025 года в ходе кадровых перемещений в теневом кабинете Кеми Баденок назначен теневым министром транспорта.